# بيجن نامدار زنكنه
بيجن نامدار زنكنه (بالفارسية: بيژن نامدار زنگنه) هو سياسي إيراني. شغل منصب وزير جهاد التعمير لمدة ستة سنوات خلال فترة حكم الرئيس الأسبق علي خامنئي (قائد الثورة الإسلامية حاليا) وشغل منصب وزير الطاقة لمدة ثمانية سنوات خلال فترة حكم الرئيس أكبر هاشمي رفسنجاني وكذلك شغل منصب وزير النفط لمدة ثمانية سنوات خلال فترة حكم الرئيس محمد خاتمي وهو يشغل حالياً منصب وزير النفط ضمن وزارة حسن روحاني اعتباراً من 15 أغسطس 2013 وحتى 25 أغسطس 2021.